# Indywidualny Puchar Świata 250 cm³ w long tracku
Indywidualny Puchar Świata 250 cm³ w long tracku (ang. Long Track Youth World Cup) – międzynarodowe rozgrywki miniżużlowe na długim torze dla zawodników od 13. do 16. roku życia w kategorii pojemnościowej 250 cm³.

## Medaliści
| Rok                                | Miejsce      | Złoto                                              | Srebro                                             | Brąz                                               | Źr.   |
| ---------------------------------- | ------------ | -------------------------------------------------- | -------------------------------------------------- | -------------------------------------------------- | ----- |
| Złote Trofeum FIM                  |              |                                                    |                                                    |                                                    |       |
| 2010                               | Tallington   | Richard De Biasi                                   | Oliver Greenwood                                   | Xavier Muratet                                     | [ 1 ] |
| 2011                               | Tayac        | Richard De Biasi                                   | Anthony Caldo                                      | Andre Majewsky                                     | [ 1 ] |
| 2012                               | Vechta       | Dimitri Bergé                                      | Michael Härtel                                     | Daniel Spiller                                     | [ 1 ] |
| 2013                               | Vechta       | Romano Hummel                                      | Jordan Dubernard                                   | Maeron Hermes                                      | [ 1 ] |
| Indywidualny Puchar Świata         |              |                                                    |                                                    |                                                    |       |
| 2014                               | Morizès      | Zach Wajtknecht                                    | Lukas Fienhage                                     | Gaétan Stella                                      | [ 2 ] |
| 2015                               | Vechta       | Mads Hansen                                        | Gaétan Stella                                      | Niels Oliver Wessel                                | [ 3 ] |
| 2016                               | Toruń        | Gaétan Stella                                      | Dave Meijerink                                     | Mika Meijer                                        | [ 4 ] |
| 2017                               | Pardubice    | Mads Hansen                                        | Celina Liebmann                                    | Charlie Brooks                                     | [ 5 ] |
| 2018                               | Wittstock    | Steven Labouyrie                                   | Ben Ernst                                          | Keynan Rew                                         | [ 6 ] |
| W roku 2019 Pucharu nie rozegrano. |              |                                                    |                                                    |                                                    |       |
| 2020                               | Diedenbergen | Puchar został odwołany z powodu pandemii COVID-19. | Puchar został odwołany z powodu pandemii COVID-19. | Puchar został odwołany z powodu pandemii COVID-19. | [ 7 ] |
| 2021                               | Diedenbergen | Puchar został odwołany z powodu pandemii COVID-19. | Puchar został odwołany z powodu pandemii COVID-19. | Puchar został odwołany z powodu pandemii COVID-19. | [ 8 ] |